# (441) Bathilde
(441) Bathilde ist ein Asteroid des Hauptgürtels, der am 8. Dezember 1898 von dem französischen Astronomen Auguste Charlois in Nizza entdeckt wurde. 
Die Namensherkunft ist nicht überliefert. Es ist jedoch annehmbar, das der Astronom die Merowingerkönigin Bathilde zu ehren gedachte, in der französischen Tradition eine französische Königin, die aufgrund ihres Glaubens im 7. Jahrhundert im Merowingerreich die Sklaverei abschaffte.